# Миланово (Лесковац)
Миланово је насељено место града Лесковца у Јабланичком округу. Према попису из 2022. био је 431 становник.

## Демографија
У насељу Миланово живи 443 пунолетна становника, а просечна старост становништва износи 41,7 година (40,6 код мушкараца и 42,9 код жена). У насељу има 167 домаћинстава, а просечан број чланова по домаћинству је 3,27.
Ово насеље је великим делом насељено Србима (према попису из 2002. године), а у последња три пописа, примећен је пад у броју становника.
|  |

| Демографија | Демографија | Демографија |
| Година      | Становника  | Становника  |
| ----------- | ----------- | ----------- |
| 1948.       | 638         |             |
| 1953.       | 629         |             |
| 1961.       | 572         |             |
| 1971.       | 601         |             |
| 1981.       | 650         |             |
| 1991.       | 596         | 584         |
| 2002.       | 546         | 591         |
| 2011.       | 516         |             |
| 2022.       | 431         |             |

| Етнички састав према попису из 2002.‍ | Етнички састав према попису из 2002.‍ | Етнички састав према попису из 2002.‍ | Етнички састав према попису из 2002.‍ | Етнички састав према попису из 2002.‍ |
| ------------------------------------ | ------------------------------------ | ------------------------------------ | ------------------------------------ | ------------------------------------ |
|                                      |                                      |                                      |                                      |                                      |
| Срби                                 | Срби                                 |                                      | 540                                  | 98,90%                               |
| непознато                            | непознато                            |                                      | 6                                    | 1,09%                                |

| Година пописа     | 1948. | 1953. | 1961. | 1971. | 1981. | 1991. | 2002. |
| ----------------- | ----- | ----- | ----- | ----- | ----- | ----- | ----- |
| Број домаћинстава | 107   | 118   | 125   | 142   | 164   | 163   | 167   |

| Број чланова      | 1  | 2  | 3  | 4  | 5  | 6  | 7 | 8 | 9 | 10 и више | Просек |
| ----------------- | -- | -- | -- | -- | -- | -- | - | - | - | --------- | ------ |
| Број домаћинстава | 20 | 47 | 29 | 30 | 22 | 18 | 1 | 0 | 0 | 0         | 3,27   |

| Пол    | Укупно | Неожењен/Неудата | Ожењен/Удата | Удовац/Удовица | Разведен/Разведена | Непознато |
| ------ | ------ | ---------------- | ------------ | -------------- | ------------------ | --------- |
| Мушки  | 239    | 59               | 160          | 11             | 9                  | 0         |
| Женски | 221    | 21               | 162          | 33             | 5                  | 0         |
| УКУПНО | 460    | 80               | 322          | 44             | 14                 | 0         |

| Пол    | Укупно                    | Пољопривреда, лов и шумарство | Рибарство                            | Вађење руде и камена | Прерађивачка индустрија       |
| ------ | ------------------------- | ----------------------------- | ------------------------------------ | -------------------- | ----------------------------- |
| Мушки  | 147                       | 48                            | 0                                    | 0                    | 35                            |
| Женски | 88                        | 63                            | 0                                    | 0                    | 12                            |
| УКУПНО | 235                       | 111                           | 0                                    | 0                    | 47                            |
| Пол    | Производња и снабдевање   | Грађевинарство                | Трговина                             | Хотели и ресторани   | Саобраћај, складиштење и везе |
| Мушки  | 2                         | 35                            | 10                                   | 3                    | 4                             |
| Женски | 0                         | 1                             | 7                                    | 2                    | 0                             |
| УКУПНО | 2                         | 36                            | 17                                   | 5                    | 4                             |
| Пол    | Финансијско посредовање   | Некретнине                    | Државна управа и одбрана             | Образовање           | Здравствени и социјални рад   |
| Мушки  | 0                         | 0                             | 5                                    | 0                    | 1                             |
| Женски | 0                         | 0                             | 0                                    | 0                    | 1                             |
| УКУПНО | 0                         | 0                             | 5                                    | 0                    | 2                             |
| Пол    | Остале услужне активности | Приватна домаћинства          | Екстериторијалне организације и тела | Непознато            | Непознато                     |
| Мушки  | 3                         | 0                             | 0                                    | 1                    | 1                             |
| Женски | 1                         | 0                             | 0                                    | 1                    | 1                             |
| УКУПНО | 4                         | 0                             | 0                                    | 2                    | 2                             |